# Open Barletta 1999
L'Open Barletta 1999 è stato un torneo di tennis facente parte della categoria ATP Challenger Series nell'ambito dell'ATP Challenger Series 1999. Il torneo si è giocato a Barletta in Italia dal 29 marzo al 4 aprile 1999 su campi in terra rossa.

## Vincitori

### Singolare
Jacobo Diaz-Ruiz ha battuto in finale  Guillermo Cañas con il punteggio di 6–7, 6–0, 6–3

### Doppio
Guillermo Cañas /  Javier Sánchez hanno battuto in finale  Gastón Gaudio /  Hernán Gumy con il punteggio di 4–6, 6–2, 6–2